# Glossaire de géologie
Pour un article plus général, voir Géologie.
 (août 2024).
Cet article est un glossaire de géologie.
- Haut – A
- B
- C
- D
- E
- F
- G
- H
- I
- J
- K
- L
- M
- N
- O
- P
- Q
- R
- S
- T
- U
- V
- W
- X
- Y
- Z

## A
- Accrétion : accumulation de matière de nature et d'origine différente à l’origine de l’élargissement des plaques océaniques (accrétion océanique par volcanisme), des continents (accrétion continentale par incorporation des prismes d’accrétion sédimentaires), et même de la formation de la Terre.
- Acide : qualifie une roche magmatique dont la teneur en silice SiO2 est supérieure à 65 %[n 1].
- Affleurement : lieu où les roches qui forment le sous-sol sont mises à nu à la surface.
- Alcalin : s'applique aux roches magmatiques riches en feldspaths potassiques et sodiques.
- Agmatite : migmatite composée d'un mobilisat granitique emballant des enclaves de restite (gneiss, quartzite, diorite).
- Allochtone : qualifie des terrains qui ont été charriés et qui en recouvrent d'autres pouvant être plus récents, dits autochtones.
- Alloclaste : particule volcanoclastique se formant en profondeur par destruction de roches éruptives préexistantes par des processus volcaniques.
- Anatexie : fusion partielle des roches dans la croûte terrestre.
- Anorogénique : s'applique à une région qui, pour une époque donnée, et contrairement aux zones voisines, n'a pas subi d'orogenèse.
- Antécédence : phénomène par lequel un cours d'eau coulant sur une surface en cours de surrection, incise le relief au fur et à mesure de sa déformation et conserve son orientation initiale.
- Antéclise : bombement à grand rayon de courbure de type anticlinal.
- Antérift : se dit d'un phénomène géologique qui se met en place avant le rifting.
- Anticlinal : structure géologique en forme de pli convexe où les couches de roches les plus anciennes se situent au cœur de la structure.
- Antiforme : structure géologique où les couches de roche forment un pli convexe (de la forme d'un « U »).
- Aquifère : formation rocheuse suffisamment poreuse et perméable pour que de grandes quantités d'eau puissent y circuler et y être stockées.
- Arc volcanique : ensemble de volcans s'alignant plus ou moins selon une courbe.
- Ardoise : roche métamorphique sombre à noire, au grain fin et présentant une foliation prononcée permettant l'obtention de fragments très plats et très peu épais.
- Argile : roche sédimentaire composée pour une large part de minéraux spécifiques, silicates en général d'aluminium plus ou moins hydratés, qui présentent une structure feuilletée, ou bien une structure fibreuse.
- Arénite : classe des sédiments correspondant aux sables.
- Arkose : roche détritique contenant jusque 60 % de quartz, au moins 25 % de feldspath, quelques micas dans environ 15 % de ciment argileux et non calcaire ce qui la rend plus résistante à l’érosion pluviale.
- Atoll : formation géologique composée d'une barrière de corail partiellement ou totalement immergée et grossièrement circulaire entourant un lagon.
- Aulacogène : grand fossé tectono-sédimentaire interprété comme un rift avorté.
- Autochtone : qualifie des terrains recouverts par d'autres plus anciens qui ont été charriés, dits allochtones.
- Autoclaste : particule volcanoclastique se formant par friction mécanique lors de l'écoulement des laves et de la rupture des encaissants froids ou de l'écroulement des aiguilles et des dômes.

## B
- Banalisable : Apte à l'usage sans autre précaution particulière (voir aussi réversibilité).
- Basalte : roche volcanique à structure microlithique émise généralement par du volcanisme de point chaud, de rift et de dorsale.
- Basique : qualifie une roche magmatique dont la teneur en silice SiO2 est comprise entre 52 et 65 %.
- Bassin sédimentaire : dépression relative de la croûte terrestre située sur un continent émergé, un plateau continental, ou encore dans un océan, qui recueille des quantités relativement importantes de matériaux sédimentaires qui, par diagenèse, se transforment ensuite progressivement en couches stratifiées de roches sédimentaires.
- Batholite : masse de roches ignées intrusives qui se forme lorsque le magma se refroidit à l'intérieur de l'écorce terrestre.
- Bentonite : argile gonflante de type smectite.
- Bioclaste : dans une roche, tout élément fossile, entier ou plus souvent en fragment, d'origine animale ou végétale.
- Bioherme : masse de roche sédimentaire principalement calcaire édifiée par des organismes constructeurs (en général des coraux, des algues voire d'autres végétaux ou animaux comme certaines éponges ou hermelles se développant en colonies, par exemple) restés le plus souvent en position de vie. Il a une forme en lentille épaisse, non litée et indépendante de la stratification des couches avoisinantes.
- Biostrome : masse de roche sédimentaire calcaire édifiée par des organismes constructeurs (en général des coraux ou des algues) restés le plus souvent en position de vie. Il a une épaisseur faible par rapport à son diamètre, la masse formant une couche interstratifiée dans les couches avoisinantes.
- Blaste : minéral formé pendant (syncinématique) ou après (postcinématique) une phase métamorphique donnée.
- Bloc erratique : masse rocheuse de taille relativement importante, située de façon isolée, ayant été déplacée par un glacier, parfois sur de grandes distances.
- Bouclier : grande région stable du socle ancien, généralement plate et nivelée par l'érosion, composée de roches d'origine magmatique et métamorphique datant du Précambrien.
- Boudinage (en) : tronçonnage par étirement d'un élément plus compétent (couche, fossile, filon) entre éléments moins compétents (couche, roche ductile, soumise à un cisaillement (en) qui entraîne son fluage des niveaux les moins compétents)[n 2].
- Brachyanticlinal : anticlinal dont la section par un plan horizontal n'est guère plus longue que large[n 3].
- Brachysynclinal : synclinal dont la section par un plan horizontal n'est guère plus longue que large[n 4].
- Brèche : conglomérat composé pour moitié, au moins, de morceaux anguleux. Une brèche peut être d'origine sédimentaire, volcanique ou tectonique.

## C
- Calcaire : roche sédimentaire composée principalement de calcite (au moins 80 %).
- Calcoalcaline : s'applique aux roches magmatiques riches en feldspaths potassiques et sodiques, et en plagioclases.
- Calcosodique : s'applique aux roches magmatiques qui ne possèdent que des plagioclases.
- Caldeira : vaste dépression ceinturée par une falaise circulaire ou elliptique, située au centre de certaines grandes formations volcaniques, résultant d'une éruption qui vide la chambre magmatique sous-jacente et entraîne l'effondrement du toit de celle-ci.
- Cargneule (ou Cornieule) : terme employé dans les Alpes pour décrire des roches sédimentaires carbonatées d'aspect vacuolaire à bréchique et d'âge triasique.
- Cataclase : broyage d'une roche et de ses éléments qui sont réduits en petits débris anguleux, tordus et étirés.
- Cataclastique : s'applique à la structure des roches ayant subi une cataclase lors des phases violentes du métamorphisme.
- Catazone : zone du métamorphisme général fort.
- Ceinture : bande de minéraux, roches ou terrains qui délimitent une autre structure de même nature.
- Cendre volcanique : fines particules de roches et de minéraux, inférieures à deux millimètres de diamètre, qui sont éjectées d'un volcan.
- Chaîne : alignement de montagnes plus ou moins rectiligne et composé d'un ou plusieurs massifs montagneux.
- Chambre magmatique : zone de stockage de magma dans la lithosphère, qui est à la fois l'origine et le moteur des remontées de magma vers la surface terrestre.
- Charriage : chevauchement de grande amplitude (de la dizaine à la centaine de kilomètres, voire au-delà).
- Chevauchement : mouvement tectonique conduisant un ensemble de terrains à en recouvrir un autre par le biais d'un contact anormal peu incliné.
- Cheminée de fée : grande colonne naturelle faite de roches friables et dont le sommet est constitué d'une roche plus résistante à l'érosion.
- Cheminée volcanique : conduit créé par l'ascension du magma de la chambre magmatique jusqu'au cratère d'un volcan.
- Chlorite : phyllosilicates alumineux, hydraté et ferro-magnésien.
- Cicatrice : bande étroite située dans un orogène, montrant en contact deux zones primitivement éloignées de plusieurs dizaines ou centaines de kilomètres, et séparées par des domaines intermédiaires, dont on n'observe plus que des restes sous forme de lambeaux et d'écailles.
- Cimentation : action par laquelle des éléments détritiques se lient et forment une roche compacte.
- Claste : fragment de cristal (xénocristal), de fossile ou de roche (xénolithe) inclus dans une roche[n 5].
- Cohérence : propriété d'une roche dont il est difficile de séparer les éléments qui la constituent, en utilisant la force humaine.
- Compétence (en) : capacité d'une roche ou d'une couche géologique à ne pas se déformer.
- Cône volcanique : structure en forme de montagne ou de colline formée par l'empilement de téphras et pyroclastes au cours de l'éruption d'un volcan.
- Conglomérat : roche sédimentaire détritique ; composée, au moins pour moitié, de morceaux d'autres roches liés par un ciment. Les conglomérats sont dits « polygéniques » si leurs composants sont d'origines variées, « monogéniques » dans le cas contraire.
- Couverture : ensemble de terrains sédimentaires, ou parfois volcaniques, reposant en discordance sur un autre ensemble très plissé, souvent métamorphisé et granitisé, puis pénéplané avant leur dépôt, et appelé socle.
- Craie : roche calcaire au grain très fin formée par l'accumulation de squelettes (tests) de phytoplancton.
- Craton : vaste portion stable du domaine continental par opposition aux zones instables déformées. Antonyme : orogène.
- Crétacé : période géologique qui s’étend de −145 à −66 millions d'années (Ma).
- Cristallinité : degré de cristallinité.
- Crochon : torsion des surfaces (généralement des bancs sédimentaires) recoupées par le miroir de faille.
- Croûte : partie superficielle et solide du matériau dont est faite la Terre.
- Crustal : relatif à la croûte.
- Cuesta : relief constitué d’un côté par un talus à profil concave (le front), en pente raide, et, de l’autre côté, par un plateau doucement incliné en sens inverse (le revers). Les cuestas se forment sur les bordures de bassins sédimentaires peu déformés.

## D
- Décrochement (faille décrochante) : faille le long de laquelle deux compartiments rocheux se déplacent horizontalement en sens opposé.
- Déflation : processus éolien d'érosion.
- Démantèlement : disparition de matière en surface (couches géologiques, chaînes montagneuses, etc.) par érosion.
- Déversement : acquisition d'un pli dont la surface axiale et les flancs ont des pendages de même sens.
- Diaclase : fracture d'une formation géologique sans déplacement vertical des parties de part et d'autre de la fracture.
- Diagenèse : ensemble des processus physico-chimiques et biochimiques par lesquels les roches sédimentaires meubles sont transformées en roches sédimentaires indurées.
- Diamicte : 1/ qualifie un conglomérat dont les fragments sont de deux natures différentes, 2/ décrit un lac méromictique où le mélange des eaux de surface et de profondeur s'effectue deux fois fois par an.
- Diapir : type d'intrusion résultant de la remontée de roches plus légères à travers des roches plus denses.
- Discontinuité : zone de la structure interne de la Terre, où l'on observe des modifications brutales de la vitesse de propagation des ondes sismiques, correspondant à des changements de milieu physiques délimitant les différentes grandes enveloppes de la Terre.
  - Discontinuité de Mohorovičić, abrégée Moho : discontinuité de la vitesse sismique marquant la limite entre la croûte terrestre et le manteau de la Terre.
  - Discontinuité de Gutenberg : discontinuité de la vitesse sismique marquant la limite entre le manteau et le noyau de la Terre.
  - Discontinuité de Lehmann : discontinuité de la vitesse sismique à une profondeur d'environ 200 km dans le manteau supérieur de la Terre, faisant toujours l'objet de controverses.
- Distension : déformation des roches provoquée par la divergence des plaques lithosphériques.
- Dolomie : roche sédimentaire composée d'au moins 50 % d’un carbonate double de calcium et de magnésium appelé dolomite.
- Dôme de lave : structure volcanique formée d'une masse de lave, le plus souvent grossièrement arrondie, originant de l'éruption lente de lave hautement visqueuse d'un volcan.
- Dorsale : frontière de divergence entre deux plaques tectoniques qui s'écartent l'une de l'autre avec création de croûte océanique (lithosphère océanique).
- Dyke : filon de roche magmatique injecté dans l'encaissant. Si le filon est horizontal, on parle de « Sill ».

## E
- Écaille : petite unité de chevauchement, à l'inverse de la nappe de charriage.
- Échelle : système de classement chronologique de l'histoire de la Terre, utilisé en géologie, climatologie et paléontologie.
- Éclogite : roche métamorphique indiquant la présence d'une zone de paléosubduction.
- Écorce : partie supérieure de la lithosphère terrestre, constituée de matériaux superficiels solides, organisés en plaques tectoniques.
- Encaissant : masse rocheuse contenant des intrusions (batholites, dykes, sills, etc.).
- Enclave : masse de roche emballée dans une autre, correspondant notamment à un xénolithe.
- Ensellement : abaissement local d'allure souple, soit d'une crête topographique, soit de l'axe d'un anticlinal allongé, formant une dépression à versants doux entre deux reliefs positifs.
- Épaulement
- Épiclaste : particule volcanoclastique (roche ou minéral) produite par la remobilisation de roches volcaniques originelles par des processus de type « avalanches de débris », « lahariques » et par tous les processus d'érosion.
- Épimétamorphisme : métamorphisme général faible.
- Épizone : zone du métamorphisme général faible.
- Éponte : paroi délimitant un filon, par opposition à l'intérieur, appelé gangue[n 6].
- Érosion : ensemble des phénomènes physiques, chimiques ou physico-chimiques provoquant la désagrégation, la dissolution, la fragmentation et la mobilisation de la partie superficielle de la croûte terrestre.
- Esker : formation fluvio-glaciaire se présentant sous la forme d'une crête de dépôts fluvio-glaciaires.
- Evaporite : roche d’origine chimique issue de la précipitation de minéraux solubles dans l’eau salée ou saumâtre des mers intérieures, lacs salés, lagunes etc. qui ensuite ont été lentement asséchés, compactés lors de la diagenèse.
- Exhumation : remontée de roches vers la surface, par tectonique ou rééquilibrage isostatique lié aux processus de dénudation/érosion.
- Exondation : sortie, hors de l’eau, d’une terre inondée.
- Exsudation : concentration en petites veines ou lentilles d'un minéral issu des roches encaissantes, déplacé par percolation d'eau et précipité dans des zones de faiblesse (fissure, plan de schistosité).

## F
- Faille : zone de déformation localisée dans la croûte supérieure, avec déplacement entre les deux blocs qu'elle séparent.
- Faille active : faille de l'écorce terrestre, ayant joué récemment (temps historiques ou Quaternaire), et susceptible de causer un futur tremblement de terre.
- Faciès : Terme très général utilisé pour caractériser une structure géologique, un minéral ou une roche. Il peut être descriptif (exemple : faciès récifal) ou historique (exemple : faciès métamorphique).
- Filon : lame de roche recoupant l'encaissant, épaisse de quelques centimètres à quelques mètres.
- Fissilité : capacité d'une roche à être fissible, c'est-à-dire à se fendre facilement en feuillets minces[n 7].
- Flambage : ondulation à grande longueur d'onde (plissement de lithosphère) dans une direction différente de celle des forces de sollicitation[n 8].
- Flexuration : déformation à grande longueur d'onde affectant toute l'épaisseur de la croûte, correspondant à une succession de synformes et d'antiformes (bombements), déformations soumises à un amortissement proportionnel à l'éloignement des forces tectoniques horizontales qui les induisent, et dont l'axe peut évoluer en fonction des directions de ces forces.
- Fluidalité : litage d'écoulement magmatique caractérisé par l'orientation planaire et linéaire des cristaux[n 9].
- Flysch : ensemble de dépôts sédimentaires détritiques marins déposés dans un bassin océanique durant la phase de convergence et avant la collision. Il est ensuite remplacé par la molasse.
- Foliation :  structuration en plans distincts des roches métamorphiques. Le caractère spécifique de la foliation est la différence potentielle de minéralogie des différents feuillets contrairement à la schistosité.
- Fracture : terme général désignant toute cassure avec (faille) ou sans rejet (diaclase), de terrains, de roches, voire de minéraux[n 10].

## G
- Gauchissement : déformation tectonique à très grand rayon de courbure, due à un long mouvement d'antéclise.
- Géologie : science de l'étude de la Terre, de son histoire, de ses reliefs, de sa structure, de sa dynamique et de son fonctionnement.
- Gîte minéral : concentration anomale d'une substance métallique dans la croûte terrestre, sans préjuger de son potentiel économique.
- Gisement : concentration anomale d'une substance métallique dans la croûte terrestre dont l'exploitation économique est possible.
- Glaciel : bloc erratique météorisé par des glaces et transporté par les glaces de rivière, les glaces marines ou les icebergs.
- Glaciation : période glaciaire, c'est-à-dire à la fois une phase paléoclimatique froide et une période géologique de la Terre durant laquelle une part importante des continents est englacée.
- Gneiss : famille de roches métamorphiques présentant une structure foliée et issues de granitoïdes (orthogneiss) ou de roches sédimentaires (paragneiss).
- Graben : structure tectonique subdivisée en compartiments délimités par des failles normales de même orientation et qui sont de plus en plus abaissés vers le centre de la structure. Voir aussi Rift.
- Granite : roche magmatique plutonique à texture grenue, principalement constituée de quartz, de feldspaths et de micas.
- Granoclassement : variation continue, dans le même sens[n 11], de la taille moyenne des éléments, à l'intérieur d'un mélange (granoclassement horizontal ou vertical).
- Grauwacke : roche détritique de la classe des arénites, riche en débris lithiques emballés dans une matrice argileuse.
- Grès : roche détritique, issue de l’agrégation et la cimentation (ou diagenèse) de grains de sable.

## H
- Halmyrolyse : altération chimique d'un sédiment marin au contact de l'eau de mer.
- Harzburgite : Roche ultramafique (magmatique, généralement cristalline, mélanocrate à holomélanocrate) composée à plus de 90 % d'un assemblage d'olivine majoritairement et d'orthopyroxène, avec tout au plus quelques % de clinopyroxène ; les minéraux accessoires peuvent être des oxydes, notamment le spinelle, des phyllosilicates de haute température.
- Head : dépôt de solifluxion sous climat périglaciaire.
- Hétérogranulaire : texture d'une roche dont les grains des cristaux ont des tailles différentes.
- Hololeucocrate : s'applique aux roches magmatiques riches en minéraux dits blancs dont l'indice de coloration se situe entre 0 et 10.
- Holomélanocrate : s'applique aux roches magmatiques riches en minéraux dits noirs dont l'indice de coloration se situe entre 90 et 100.
- Horst : compartiment soulevé entre des failles normales conjuguées.
- Hot spot (en) : synonyme de point chaud.
- Hydroclaste : particule volcanoclastique se formant par explosion phréatomagmatique lors d'interactions entre l'eau et le magma et par fragmentation des coulées subaquatiques (hydroclastites de progression).
- Hygromagmatophile : qualifie un élément qui est davantage concentré dans la phase liquide d'un magma.
- Hypoalumineux ou hyperalcalines : roche saturée en alcalins Na2O + K2O, sous saturée en Al2O3 avec clinopyroxènes.
- Hyperalcalin : synonyme d'hypoalumineux.
- Hyperalumineux : synonyme de peralumineux.

## I
- Ignimbrites : roches volcaniques formées par les débris de nuées ardentes.
- Illite : argile non-gonflante de structure 2:1.
- Impactite : roche métamorphisée par l'impact d'une météorite, avec fusion et formation de minéraux particuliers.
- Incompatible : élément hygromagmatophile (ayant peu d'affinité avec la phase solide du magma) à l'état de traces.
- Indice de coloration ou index de coloration : chiffre indiquant le pourcentage de minéraux colorés ferromagnésiens (olivine, biotite, pyroxènes et amphiboles).
- Induration : le phénomène d'induration désigne le durcissement d'un matériel.
- Intermédiaire : qualifie une roche magmatique dont la teneur en silice SiO2 est comprise entre 45 et 52 %.
- Interstratification : stratification entre ou parmi des couches de roches ou sédiments.
- Intracratonique : à l'intérieur d'un craton[1].
- Intraplaque : à l'intérieur d'une plaque lithosphérique.
- Isogranulaire : texture d'une roche sédimentaire dont les grains des cristaux ont des tailles égales.

## J
- Joint : fissure qui délimite une surface de discontinuité (en) au sein d'une roche ou d'un terrain (joint de stratification, joint tectonique ou de tension)[2].
- Jurassique : période géologique qui s’étend entre 201,4 et 143,1 millions d'années.
- Jaspe : minéral siliceux, proche des calcédoines, offrant une large palette de coloris naturels.

## K
- Kaolin : argile blanche produite par l'altération des feldspaths et constituée essentiellement de kaolinite.
- Kaolinite : phyllosilicate de type 1:1 possédant une structure de type TO (feuillets formés de l'empilement successif de couches tétraédriques (T) de silice et octaédriques (O) de gibbsite). C'est un minéral argileux blanc non-gonflant, stable dimensionnellement, dont la cuisson (déhydroxylation) sert à produire la porcelaine. La kaolinite provient de l'altération des feldspaths.
- Karst : structure géomorphologique résultant de l'érosion hydrochimique et hydraulique de formations de roches carbonatées, principalement de formations calcaires.
- Klippe : partie d'une nappe de charriage isolée du corps principal de celle-ci par l'effet de l'érosion ou par désolidarisation du front de nappe.

## L
- Laccolite : intrusion de roches magmatiques qui se met en place parallèlement à l'encaissant en déformant la couche supérieure.
- Lave : roche en fusion, plus ou moins fluide, émise par un volcan lors d’une éruption, résultant du dégazage total ou partiel et de la dépressurisation totale ou partielle d'un magma.
- Leucocrate : s'applique aux roches magmatiques riches en minéraux dits blancs dont l'indice de coloration se situe entre 10 et 40.
- Lignite : roche sédimentaire carbonée, composée de restes fossiles de plantes. C'est une roche intermédiaire entre la tourbe et la houille.
- Lithogenèse : synonyme de pétrogenèse.
- Lithosphère : enveloppe terrestre rigide de la surface, comprenant la croûte terrestre et une partie du manteau supérieur.
- Limon : formation sédimentaire dont la taille des grains est intermédiaire entre les argiles et les sables (entre environ 2 et 50 micromètres, les limites précises peuvent varier quelque peu suivant les laboratoires). Un dépôt majoritairement limoneux peut être qualifié de limon.
- Lœss : roche sédimentaire détritique meuble formée par l'accumulation de limons issus de l'érosion éolienne (déflation), dans les régions désertiques et périglaciaires.
- Lopolite : corps intrusif de roches magmatiques partiellement concordant sur l'encaissant, de forme lenticulaire.

## M
- Magma : roche partiellement ou totalement fondue, gazéifiée et mise sous pression.
- Manteau : couche intermédiaire entre le noyau et la croûte.
- Marge : marge continentale, zone formant le bord d’un continent et qui assure une transition active ou passive entre la croûte continentale et la croûte océanique.
- Massif : ensemble de montagnes présentant une certaine unité géographique ou géologique et pouvant faire partie d'une chaîne de montagnes.
- Mélange : terme qualifiant des dépôts sédimentaires caractérisées par une organisation interne chaotique (dépourvu de stratification) et incorporant des formations sédimentaires variées. Il peut être d'origine sédimentaire (glissement de terrain) ou tectonique (broyage d'unités le long du plan de subduction ou entre deux nappes de charriages). Les blocs pouvant atteindre des dimensions suffisamment importante pour être cartographiés sont décrits comme des olistolithes.
- Mélanocrate : terme qualifiant les roches magmatiques et métamorphiques riches en minéraux dits noirs dont l'indice de coloration se situe entre 65 et 90.
- Mésocrate : terme qualifiant les roches magmatiques et métamorphiques dont l'indice de coloration se situe entre 35 et 65.
- Mésostase : pâte vitreuse ou très finement cristalline remplissant les espaces entre les cristaux.
- Mésozone : zone du métamorphisme général moyen.
- Métabasalte : basalte métamorphisé.
- Métabasite : métabasalte ou métagabbro.
- Métagabbro : gabbro métamorphisé.
- Métaalumineux : magma ou roche pauvre en aluminium comparé à ses autres éléments[n 12].
- Métamorphisme : ensemble des transformations subies à l'état solide par une roche sous l'effet de modifications des conditions de température, de pression, de la nature des fluides et, parfois, de la composition chimique de la roche.
- Métasédiment : sédimentaire métamorphisé.
- Météorique : qualifie une eau d'origine atmosphérique (voir Thermalisme)[3]
- Meuble : propriété d'une roche friable dont les éléments se séparent naturellement.
- Minéral : substance normalement inorganique, plus rarement organique, formée naturellement ou synthétisée artificiellement, définie par sa composition chimique et l'agencement de ses atomes selon une périodicité et une symétrie précises qui se reflètent dans le groupe d'espace et dans le système cristallin du minéral.
- Mio-pliocène : expression désignant l'ensemble du Miocène et du Pliocène.
- Mole : terme imagé désignant une région ayant un comportement relativement rigide (île granitique, socle) par rapport à d'autres plus souples.
- Monoclinal (ou relief monoclinal) : relief caractérisé par des couches géologiques parallèles et régulièrement inclinées dans le même sens avec un pendage modéré.
- Monogénique : se dit de roches sédimentaires détritiques dont les éléments sont de même nature, ou d'un relief formé dans des conditions constantes.
- Monomicte : 1/ qualifie un conglomérat dont les fragments sont tous de même nature, 2/ décrit un lac méromictique où le mélange des eaux de surface et de profondeur ne s'effectue qu'une seule fois par an.
- Mudrocks : roches composées de la sédimentation de fines particules arrachées par l’érosion et véhiculées par le vent et les ruissellements, jusqu’aux océans. Elles sont presque exclusivement composées de silice sous forme de quartz ou d'autres minéraux silicatés.
- Mylonite : roche dynamométamorphique issue de la transformation d'une roche originelle (magmatique ou sédimentaire) broyée au point de rendre indiscernable à l’œil ses composants d'origine.

## N
- Nappe de charriage : Déplacement d'un ensemble de terrains déplacés de son site d'origine et recouvrant un autre ensemble, distant du premier.
- Nappe phréatique : nappe d'eau souterraine accessible par puits.
- Néphrite : synonyme de jade.
- Nivéo-éolien : qualifie un dépôt constitué de sable fin et de limon mélangés à de la neige et transporté par le vent sous climat froid.
- Noyau (nife, ou barysphère en géophysique) : partie métallique centrale de la structure interne de la Terre comprenant le noyau interne et le noyau externe, et qui serait composée essentiellement de fer et de nickel.

## O
- Océanisation
- Onlap : biseau d'aggradation.
- Orogène : système montagneux sur une portion de croûte terrestre ayant subi d'importantes contraintes compressives, par la convergence de deux plaques tectoniques, engendrant plis et nappes de charriage. Antonyme : Craton.
- Orogenèse : ensemble des mécanismes de formation des montagnes ou des orogènes.
- Orthogneiss : gneiss issu de roches magmatiques.

## P
- Pahoehoe : coulées de lave à surface lisse.
- Paléodorsale : dorsale formée à une époque géologique ancienne.
- Paléomarge : marge formée à une époque géologique ancienne.
- Paléosol : sol formé à une époque géologique ancienne.
- Paléosubduction : subduction formée à une époque géologique ancienne.
- Paléovallée : vallée formée à une époque géologique ancienne.
- Paragneiss : gneiss issu de roches sédimentaires.
- Péloïde : terme général pour désigner les allochèmes composés de micrite, quelle que soit leur taille, leur forme ou leur origine. Les deux principaux types sont les pellets et les intraclastes. Elles sont nommées péloïdes par Hector Serres.
- Pénécontemporain : presque en même temps.
- Pénéplanation : formation d'une pénéplaine par réduction continue des interfluves.
- Pente structurale : configuration géomorphologique où la topographie suit le pendage des couches.
- Peralumineux : magma ou roche riche en aluminium comparé à ses autres éléments, traduisant son origine crustale[n 13].
- Périclinal : se dit de la terminaison d'un pli de type antiforme ou anticlinal.
- Pétrogenèse : formation d'une roche, d'un magma.
- Phacolithe : pluton lenticulaire piégé par le plissement d'une foliation de la roche encaissante plissée.
- Pierre volante : roche qui n'est pas dans sa position et dans son affleurement d'origine.
- Pinitisation : altération de la cordiérite en pinite qui se présente sous la forme d'agrégats polycristallins (mélange de muscovite, séricite, chlorite, quartz).
- Plaque lithosphérique : synonyme de plaque tectonique.
- Plaque tectonique : fragment de la lithosphère qui résulte de son découpage à la manière d'un puzzle par un système de failles, de dorsales, de rifts et de fosses de subduction.
- Plateforme : région continentale constituée d'une couverture sédimentaire (strates relativement plates ou légèrement inclinées) et d'un socle très ancien de roches métamorphiques ou ignées.
- Pli : structure courbe due à une déformation ductile de la roche.
- Plioquaternaire : expression désignant l'ensemble du Pliocène et du Quaternaire.
- Pluton : massif cristallin constitué de roches plutoniques (intrusives) formées lors du refroidissement lent d'un magma en profondeur dans la croûte terrestre.
- Point chaud : zone hypothétique de formation de magma située au sein du manteau d'une planète, et à partir de laquelle la matière monte selon une colonne ascendante (panache) se traduisant à la surface par une activité volcanique régulière.
- Pointement : saillie de roches plus dures au milieu d'un terrain de nature différente.
- Polygénique : se dit de roches sédimentaires détritiques dont les éléments sont de nature différente, ou d'un relief formé dans des conditions différentes.
- Polymicte : 1/ qualifie un conglomérat dont les fragments sont de natures différentes, 2/ décrit un lac méromictique où le mélange des eaux de surface et de profondeur s'effectue plusieurs fois par an.
- Porphyroblaste : cristal de grande taille (plusieurs centimètres parfois) ayant cristallisé dans une roche métamorphique.
- Post-épaississement : caractérise un phénomène géologique ayant lieu après un épaississement crustal.
- Post-tectonique : se dit d'un phénomène géologique qui survient après la tectogenèse.
- Poudingue : conglomérat composé de galets liés par un ciment.
- Proglaciaire : vallée ou lac résultant de fonte glaciaire.
- Protolithe : roche initiale ayant donné naissance à une roche métamorphique[n 14].
- Province géologique : grande région continentale qui possède ses propres caractéristiques géologiques la distinguant des régions adjacentes, tel bassin sédimentaire, bouclier, craton, province magmatique, orogène, plateforme, plateau continental.
- Province magmatique : très vaste région dont le substratum est constitué de roche magmatique, conséquence d'une expulsion colossale de flots de basalte.
- Pyroclaste : particule volcanoclastique résultant de l'expansion rapide d'un magma qui perd sa cohésion et se fragmente quand la pression de confinement est dépassée.

## Q
- Quartz : espèce minérale du groupe des silicates, sous-groupe des tectosilicates composé de dioxyde de silicium de formule SiO2 (silice), avec des traces de Al;Li;B;Fe;Mg;Ca;Ti;Rb;Na;OH.
- Quartzite : roche métamorphique siliceuse, généralement issue de la recristallisation d'un grès.

## R
- Rapakivi : qualificatif pour certains granites à grands cristaux d'orthose.
- Relaxation thermique : réchauffement tardif de roches lors de la remontée de l'unité chevauchée[n 15]
- Rift : région formée d'un vaste fossé d'effondrement allongé, limitée par deux failles normales, orientées dans l'axe d'un bombement de la croûte terrestre, et dont les dimensions peuvent atteindre quelques dizaines de kilomètres de large pour plusieurs centaines de kilomètres de long.
- Rifting : synonyme de distension.
- Roche : matériau formé par un agrégat naturel de minéraux, de fossiles, et/ou d'éléments d'autre(s) roche(s).
- Roche magmatique (roche ignée) : roche formée quand un magma se refroidit et se solidifie, avec ou sans cristallisation complète des minéraux le composant.
- Roche métabasique (métabasite) : roche basique métamorphisée (métabasalte ou métagabbro).
- Roche métamorphique : type de roche dont la formation a pour origine la transformation à l'état solide des roches sédimentaires, magmatiques ou encore métamorphiques, en raison des modifications des paramètres physico-chimiques du milieu dans lequel elles évoluent (notamment la pression et la température).
- Roche métasédimentaire : roche sédimentaire métamorphisée.
- Roche moutonnée : en glaciologie, formation rocheuse altérée par le passage d'un glacier, le poli glaciaire donnant à la roche une forme convexe, tronquée et parfois striée.
- Roche plutonique (intrusive) : type de roche magmatique formée lors du refroidissement d'un magma en profondeur dans la croûte terrestre.
- Roche sédimentaire : roche provenant de l'accumulation de sédiments qui se déposent en couches (strates) à la surface de la croûte terrestre.
- Roche volcanique (roche extrusive ou roche effusive) : type de roche magmatique, résultant du refroidissement rapide d'une lave, magma arrivé à la surface de la croûte terrestre.
- Rod : agrégat de cristaux de quartz et, dans une moindre mesure, de feldspath, formant un bâtonnet soulignant la linéation dans une roche métamorphique.

## S
- Sable : roche sédimentaire meuble constituée de petites particules provenant de la désagrégation d'autres roches dont la dimension est comprise entre 0,063 et 2 mm.
- Schiste : roche qui a pour particularité d'avoir un aspect feuilleté, et de se débiter en plaques fines ou « feuillet rocheux ».
- Schlieren (en) : bandes sombres ou claires dans les roches plutoniques hétérogènes, dont la composition diffère de celle de la lithologie principale.
- Sédiment : particule de taille et d'origine variable, détachée de sa matrice originelle par des phénomènes d'érosion et transportée par la gravité, l'eau, le vent ou la glace. Leur dépôt sur une superficie de taille variable est à l'origine de la formation de couches sédimentaires.
- Sial : ancien nom donné à la croûte continentale.
- Silicification : imprégnation ou épigénie par la silice d'une roche préexistante, et pouvant être liée à des phénomènes magmatiques et hydrothermaux, à des migrations de la silice dans certaines roches métamorphiques, à des précipitations de silice dans des roches sédimentaires.
- Sill : filon de roche magmatique injecté horizontalement dans l'encaissant. Si le filon est plutôt orienté verticalement, on parle de « Dyke ».
- Sima : ancien nom proposé pour désigner la couche inférieure de la croûte terrestre et nom très peu usité pour désigner la croûte océanique.
- Slumping : glissement synsédimentaire sous-marin.
- Smectite : famille d'argiles gonflantes de structure 2:1.
- Socle : structure géomorphologique constituée d'un ensemble rocheux induré composé de roches métamorphiques ou magmatiques plissées puis pénéplanées, formées au cours d'un ou plusieurs cycles orogéniques.
- Stratification : dépôt de strates.
- Stratoïde : qui présente l'allure d'une strate.
- Stockwerk : gisement minéral constitué de petits filons.
- Subduction : processus par lequel une plaque tectonique océanique s'incurve et plonge sous une autre plaque avant de s'enfoncer dans le manteau.
- Subsidence : lent affaissement de la lithosphère entraînant un dépôt progressif de sédiments sous une profondeur d'eau constante.
- Suffosion : entraînement, par expulsion à la surface, de matériaux fins (boues et sables gorgés d'eau) dans les alluvions, causé par des infiltrations ou par fusion de la glace sous-jacente et pouvant générer des cavités ou conduits souterrains.
- Surimposition : phénomène par lequel un cours d'eau coulant sur une surface d'érosion plane (installée sur des roches plissées ou sur des couches discordantes), s'enfonce dans ces structures en gardant son orientation primitive.
- Suture : cicatrice, ce terme étant plutôt employé lorsque le domaine disparu est considéré comme de nature océanique.
- Synclinal : structure géologique formant un pli concave où les couches de roches les plus récentes sont au cœur de la structure. Antonyme : anticlinal.
- Syn-épaississement : caractérise un phénomène géologique ayant lieu pendant un épaississement crustal.
- Synforme : structure géologique où les couches de roche forment un pli concave. Antonyme : antiforme.
- Syncinématique : se dit d'un minéral, d'une roche ou d'un massif géologique qui subit un déplacement durant un phénomène tectonique.
- Synfolial : se dit d'un phénomène géologique qui survient durant la foliation.
- Synorogénique : se dit d'un phénomène géologique qui survient durant une orogenèse.
- Synrift : se dit d'un phénomène géologique qui survient au cours du rifting.
- Synschisteux : se dit d'une schistosité parallèle au plan axial des plis, plus particulièrement localisée aux charnières ou dans les flancs courts.
- Syntectonique : se dit d'un phénomène géologique qui survient durant la tectogenèse.

## T
- Taphrogenèse : tectonique distensive en failles normales produisant des structures en horsts et grabens
- Tardi-orogénique : se dit d'un phénomène géologique qui survient à la fin d'une orogenèse.
- Tardi-tectonique : se dit d'un phénomène géologique qui survient à la fin de la tectogenèse.
- Tectonique : étude des structures géologiques d'échelle kilométrique et plus.
- Tectogenèse : formation de structures tectoniques dans l'écorce terrestre.
- Tectoglyphe : marque (mécanique[n 16], cristallisation[n 17], dissolution[n 18]), visible sur un plan de glissement et dues aux frottements[n 19].
- Tension : contrainte mécanique étirant les roches dans deux directions opposées.
- Tholéiite : sorte de basalte, du type de ceux constituant les fonds océaniques.
- Transcurrent : qualifie une faille coulissante, appelée aussi faille de déplacement.
- Trapp : très vastes plateaux des étendues continentales, constitués d'épais dépôts de roches basaltiques.
- Trias : période géologique qui s’étend de −252,2 ± 0,5 et −201,3 ± 0,2 millions d'années (Ma).
- Trou bleu : excavation sous-marine dont la couleur bleu foncé contraste avec le bleu plus clair environnant.
- Tufacé ou tuffacé : qui a l'aspect d'un tuf ou est issu d'un tuf métamorphisé.

## U
- Ultrabasique : qualifie une roche magmatique dont la teneur en silice SiO2 est inférieure à 45 %.
- Uplift : soulèvement progressif, pendant une assez longue période, des terrains d'une certaine zone.

## V
- Vacuole : petite à moyenne cavité à l'intérieur de la roche.
- Varisque : cycle orogénique paléozoïque aussi appelé hercynien.
- Veine : filon d'une substance utile (veine de charbon, veine ardoisière, veine minéralisée, etc.).
- Vergence : sens de déversement ou de déjettement d'un pli dont la surface axiale est inclinée. Par extension, sens vers lequel se font des chevauchements[n 20].
- Verrou glaciaire, lithologique ou tectonique : rétrécissement d'une vallée résultant de l'érosion différentielle par les glaciers, du jeu des différences lithologiques et des forces tectoniques.
- Volcan : relief se présentant généralement sous la forme d'une montagne et étant formé par l'accumulation de matériaux issus de magma éjecté à la surface de la Terre.
- Volcanoclastique : s'applique à une particule ou une roche (volcanoclastite) formée de fragments de roches volcaniques.
- Vug : synonyme de vacuole.

## W
- Wildflysch : terme ancien décrivant les mélanges dans les Alpes.
- Wilson (cycle de) : cycle décrivant le mouvement de plaques continentales, de leur fragmentation à leur regroupement périodique.

## Y
- Yprésien : étage le plus ancien de l'époque Éocène.

## Z
- Zircon : minéral du groupe des silicates, utilisé en joaillerie. Considérés comme les plus anciens témoins des minéraux terrestres (4,3 - 4,4 Ga), les zircons peuvent donner des indications sur la température et la chimie régnant au moment de leur cristallisation.
- Zone de cisaillement : discontinuité où se concentre la déformation dans la croûte et le manteau terrestres.
- Zone de subduction : zone de la lithosphère où une plaque tectonique océanique s'incurve et plonge sous une autre plaque avant de s'enfoncer dans le manteau.